# Svømning under sommer-OL 2012
Svømning under sommer-OL 2012 finder sted i perioden 28. juli til 10. august under sommer-OL 2012 i London. Det konkurreres i 34 forskellige øvelser, 17 for mænd og 17 for kvinder. To af øvelserne er i åbent vand (10 km), mens de resterende finder sted indendørs i et 50-meter langt bassin.
Konkurrencerne indendørs finder sted i Aquatics Centre, mens udendørs konkurrencerne finder sted i The Serpentine i Hyde Park.

## Program

### Indendørs
Hold musen over feltet for at se øvelsen og nøjagtige starttidspunkt. Alle tidspunkter er dansk tid.
 – indledende heat og semifinaler      – Finaler
|           |                                                      |                                                      |                                                    |                                                       |                                                       |                                                         |                                                         |                                                          |                                                                |                                                                |                                                                 |                                                                 |               |       |       |                                                 |                                               |                                                    |                                                      |                                                |                                                     |                                                        |                                                     |                                                    |                                                |
| Svømning  | 11:00                                                | 11:00                                                | 11:00                                              | 11:00                                                 | 12:00                                                 | 12:00                                                   | 12:00                                                   | 12:00                                                    | 13:00                                                          | 13:00                                                          | 13:00                                                           | 13:00                                                           | 14:00 – 19:00 | 20:00 | 20:00 | 20:00                                           | 20:00                                         | 20:00                                              | 20:00                                                | 21:00                                          | 21:00                                               | 21:00                                                  | 21:00                                               | 21:00                                              | 21:00                                          |
| 28. juli  | 11.00: 400 m medley for herrer (indledende heat)     | 11.00: 400 m medley for herrer (indledende heat)     | 11.30: 100 m butterfly for damer (indledende heat) | 11.30: 100 m butterfly for damer (indledende heat)    | 11.58: 400 m fri for herrer (indledende heat)         | 11.58: 400 m fri for herrer (indledende heat)           | 11.58: 400 m fri for herrer (indledende heat)           | 12.51: 400 m medley for damer (indledende heat)          | 12.51: 400 m medley for damer (indledende heat)                | 13.15: 100 m brystsvømning for herrer (indledende heat)        | 13.15: 100 m brystsvømning for herrer (indledende heat)         | 13.42: 4 x 100 m fri stafet for damer (indledende heat)         |               |       |       |                                                 | 20.30: 400 m medley for herrer (finale)       | 20.40: 100 m butterfly for damer (semifinaler)     | 20.51: 400 m fri for herrer (finale)                 |                                                | 21.09: 400 m medley for damer (finale)              |                                                        | 21.28: 100 m brystsvømning for herrer (semifinaler) |                                                    | 21.48: 4 x 100 m fri stafet for damer (finale) |
| 29. juli  | 11.00: 100 m rygsvømning for damer (indledende heat) | 11.00: 100 m rygsvømning for damer (indledende heat) | 11.24: 200 m fri for herrer (indledende heat)      | 11.24: 200 m fri for herrer (indledende heat)         | 11.24: 200 m fri for herrer (indledende heat)         | 12.13: 100 m brystsvømning for damer (indledende heat)  | 12.13: 100 m brystsvømning for damer (indledende heat)  | 12.38: 100 m rygsvømning for herrer (indledende heat)    | 12.38: 100 m rygsvømning for herrer (indledende heat)          | 13.10: 400 m fri for damer (indledende heat)                   | 13.10: 400 m fri for damer (indledende heat)                    | 13.41: 4 x 100 m fri stafet for herrer (indledende heat)        |               |       |       | 20.30: 100 m butterfly for damer (finale)       | 20.36: 200 m fri for herrer (semifinaler)     | 20.47: 100 m brystsvømning for damer (semifinaler) |                                                      | 21.07: 100 m brystsvømning for herrer (finale) | 21.13: 400 m fri for damer (finale)                 | 21.24: 100 m rygsvømning for herrer (semifinaler)      | 21.45: 100 m rygsvømning for damer (semifinaler)    | 21.55: 4 x 100 m fri stafet for herrer (finale)    |                                                |
| 30. juli  | 11.00: 200 m fri for damer (indledende heat)         | 11.00: 200 m fri for damer (indledende heat)         | 11.00: 200 m fri for damer (indledende heat)       | 11.38: 200 m butterfly for herrer (indledende heat)   | 12.06: 200 m medley for damer (indledende heat)       | 12.06: 200 m medley for damer (indledende heat)         | 12.06: 200 m medley for damer (indledende heat)         |                                                          |                                                                |                                                                |                                                                 |                                                                 |               |       |       | 20.30: 200 m fri for damer (semifinaler)        | 20.43: 200 m fri for herrer (finale)          | 20.50: 100 m rygsvømning for damer (finale)        | 20.58: 100 m rygsvømning for herrer (finale)         | 21.15: 100 m brystsvømning for damer (finale)  |                                                     | 21.31: 200 m butterfly for herrer (semifinaler)        | 21.31: 200 m butterfly for herrer (semifinaler)     | 21.53: 200 m medley for damer (semifinaler)        |                                                |
| 31. juli  | 11.00: 100 m fri for herrer (indledende heat)        | 11.00: 100 m fri for herrer (indledende heat)        | 11.00: 100 m fri for herrer (indledende heat)      | 11.44: 200 m butterfly for damer (indledende heat)    | 11.44: 200 m butterfly for damer (indledende heat)    | 12.14: 200 m brystsvømning for herrer (indledende heat) | 12.14: 200 m brystsvømning for herrer (indledende heat) | 12.45: 4 x 200 m fri stafet for herrer (indledende heat) | 12.45: 4 x 200 m fri stafet for herrer (indledende heat)       |                                                                |                                                                 |                                                                 |               |       |       | 20.30: 100 m fri for herrer (semifinaler)       | 20.41: 200 m fri for damer (finale)           | 20.48: 200 m butterfly for herrer (finale)         | 20.55: 200 m butterfly for damer (semifinaler)       |                                                | 21.17: 200 m brystsvømning for herrer (semifinaler) |                                                        | 21.39: 200 m medley for damer (finale)              | 21.46: 4 x 200 m fri stafet for herrer (finale)    |                                                |
| 1. august | 11.00: 100 m fri for damer (indledende heat)         | 11.00: 100 m fri for damer (indledende heat)         | 11.00: 100 m fri for damer (indledende heat)       | 11.39: 200 m rygsvømning for herrer (indledende heat) | 11.39: 200 m rygsvømning for herrer (indledende heat) | 12.10: 200 m brystsvømning for damer (indledende heat)  | 12.10: 200 m brystsvømning for damer (indledende heat)  | 12.47: 200 m medley for herrer (indledende heat)         | 12.47: 200 m medley for herrer (indledende heat)               | 12.47: 200 m medley for herrer (indledende heat)               | 13.35: 4 x 200 meter fri stafet for damer (indledende heat)     | 13.35: 4 x 200 meter fri stafet for damer (indledende heat)     |               |       |       | 20.30: 200 m brystsvømning for herrer (finale)  | 20.37: 100 m fri for damer (semifinaler)      | 20.48: 200 m rygsvømning for herrer (semifinaler)  |                                                      | 21.09: 200 m butterfly for damer (finale)      | 21.16: 100 m fri for herrer (finale)                | 21.23: 200 m brystsvømning for damer (semifinaler)     | 21.37: 200 m medley for herrer (semifinaler)        | 21.59: 4 x 200 meter fri stafet for damer (finale) |                                                |
| 2. august | 11.00: 50 m fri for herrer (indledende heat)         | 11.00: 50 m fri for herrer (indledende heat)         | 11.33: 800 m fri for damer (indledende heat)       | 11.33: 800 m fri for damer (indledende heat)          | 11.33: 800 m fri for damer (indledende heat)          | 12.10: 100 m butterfly for herrer (indledende heat)     | 12.10: 100 m butterfly for herrer (indledende heat)     | 12.49: 200 meter rygsvømning for damer (indledende heat) | 12.49: 200 meter rygsvømning for damer (indledende heat)       |                                                                |                                                                 |                                                                 |               |       |       | 20.30: 50 m fri for herrer (semifinaler)        | 20.39: 200 m brystsvømning for damer (finale) | 20.46: 200 m rygsvømning for herrer (finale)       | 20.53: 200 meter rygsvømning for damer (semifinaler) | 21.15: 200 m medley for herrer (finale)        |                                                     | 21.31: 100 m fri for damer (finale)                    |                                                     | 21.46: 100 m butterfly for herrer (semifinaler)    |                                                |
| 3. august | 11.00: 50 m fri for damer (indledende heat)          | 11.00: 50 m fri for damer (indledende heat)          | 11.27: 1500 m fri for herrer (indledende heat)     | 11.27: 1500 m fri for herrer (indledende heat)        | 11.27: 1500 m fri for herrer (indledende heat)        | 11.27: 1500 m fri for herrer (indledende heat)          | 11.27: 1500 m fri for herrer (indledende heat)          | 11.27: 1500 m fri for herrer (indledende heat)           | 13.06: 4 x 100 meter medley stafet for damer (indledende heat) | 13.06: 4 x 100 meter medley stafet for damer (indledende heat) | 13.28: 4 x 100 meter medley stafet for herrer (indledende heat) | 13.28: 4 x 100 meter medley stafet for herrer (indledende heat) |               |       |       | 20.30: 200 meter rygsvømning for damer (finale) | 20.37: 100 m butterfly for herrer (finale)    | 20.43: 800 m fri for damer (finale)                |                                                      | 21.06: 50 m fri for herrer (finale)            | 21.21: 50 m fri for damer (semifinaler)             |                                                        |                                                     |                                                    |                                                |
| 4. august |                                                      |                                                      |                                                    |                                                       |                                                       |                                                         |                                                         |                                                          |                                                                |                                                                |                                                                 |                                                                 |               |       |       | 20.30: 50 m fri for damer (finale)              | 20.36: 1500 m fri for herrer (finale)         | 20.36: 1500 m fri for herrer (finale)              |                                                      | 21.07: 4 x 100 meter medley for damer (finale) |                                                     | 21.25: 4 x 100 meter medley stafet for herrer (finale) |                                                     |                                                    |                                                |

## Medaljer
| Svømning 2012 London | Svømning 2012 London | Svømning 2012 London | Svømning 2012 London | Svømning 2012 London | Svømning 2012 London |
| -------------------- | -------------------- | -------------------- | -------------------- | -------------------- | -------------------- |
| Nr.                  | Land                 | Guld                 | Sølv                 | Bronze               | Totalt               |
| 1                    | USA                  | 16                   | 9                    | 6                    | 31                   |
| 2                    | CHN                  | 5                    | 2                    | 3                    | 10                   |
| 3                    | FRA                  | 4                    | 2                    | 1                    | 7                    |
| 4                    | NED                  | 2                    | 1                    | 1                    | 4                    |
| 5                    | RSA                  | 2                    | 1                    | 0                    | 3                    |
| 6                    | HUN                  | 2                    | 0                    | 1                    | 3                    |
| 7                    | AUS                  | 1                    | 6                    | 3                    | 10                   |
| 8                    | TUN                  | 1                    | 0                    | 1                    | 2                    |
| 9                    | LTU                  | 1                    | 0                    | 0                    | 1                    |
| 10                   | JPN                  | 0                    | 3                    | 8                    | 11                   |
| 11                   | RUS                  | 0                    | 2                    | 2                    | 4                    |
| 12                   | BLR                  | 0                    | 2                    | 0                    | 2                    |
| 12                   | ESP                  | 0                    | 2                    | 0                    | 2                    |
| 12                   | KOR                  | 0                    | 2                    | 0                    | 2                    |
| 15                   | CAN                  | 0                    | 1                    | 2                    | 3                    |
| 15                   | GBR                  | 0                    | 1                    | 2                    | 3                    |
| 17                   | BRA                  | 0                    | 1                    | 1                    | 2                    |
| 18                   | GER                  | 0                    | 1                    | 0                    | 1                    |
| 19                   | ITA                  | 0                    | 0                    | 1                    | 1                    |
| Totalt               | Totalt               | 34                   | 36                   | 32                   | 102                  |

## Medaljevindere

### Herrer
| Øvelse:               | Guld: | Guld:    | Sølv: | Sølv:    | Bronze: | Bronze:                                          |
| 50 m fri              | Florent Manaudou (FRA) | 21.34    | Cullen Jones (USA) | 21.54    | César Cielo (BRA) | 21.59                                            |
| 100 m fri             | Nathan Adrian (USA) | 47.52    | James Magnussen (AUS) | 47.53    | Brent Hayden (CAN) | 47.80                                            |
| 200 m fri             | Yannick Agnel (FRA) | 1:43.14  | Sun Yang (CHN) Park Tae-Hwan (KOR) | 1:44.93  | |                                                  |
| 400 m fri             | Sun Yang (CHN) | 3.40,14  | Park Tae-Hwan (KOR) | 3.42,06  | Peter Vanderkaay (USA) | 3.44,69                                          |
| 1500 m fri            | Sun Yang (CHN) | 14:31.02 | Ryan Cochrane (CAN) | 14:39.63 | Oussama Mellouli (TUN) | 14:40.31                                         |
| 100 m ryg             | Matt Grevers (USA) | 52.16 OR | Nick Thoman (USA) | 52.92    | Ryosuke Irie (JPN) | 52.97                                            |
| 200 m ryg             | Tyler Clary (USA) | 1:53.41  | Ryosuke Irie (JPN) | 1:53.78  | Ryan Lochte (USA) | 1:53.94                                          |
| 100 m bryst           | Cameron van der Burgh (RSA) | 58.46 VR | Christian Sprenger (AUS) | 58.93    | Brendan Hansen (USA) | 59.49                                            |
| 200 m bryst           | Dániel Gyurta (HUN) | 2:07.28  | Michael Jamieson (GBR) | 2:07.43  | Ryo Tateishi (JPN) | 2:08.29                                          |
| 100 m butterfly       | Michael Phelps (USA) | 51.21    | Chad le Clos (RSA) Jevgenij Korotyshkin (RUS) | 51,44    | Ikke uddelt, da det blev uddelt to sølvmedaljer. | Ikke uddelt, da det blev uddelt to sølvmedaljer. |
| 200 m butterfly       | Chad le Clos (RSA) | 1.52,96  | Michael Phelps (USA) | 1.53,01  | Takeshi Matsuda (JPN) | 1.53,21                                          |
| 200 m medley          | Michael Phelps (USA) | 1.54,27  | Ryan Lochte (USA) | 1.54,90  | László Cseh (HUN) | 1.56,22                                          |
| 400 m medley          | Ryan Lochte (USA) | 4.05,18  | Thiago Pereira (BRA) | 4.08,86  | Kosuke Hagino (JPN) | 4.08,94                                          |
| 4 x 100 m fri stafet  | Frankrig · Amaury Leveaux (48.13) · Fabien Gilot (47.67) · Clement Lefert (47.39) · Yannick Agnel (46.74) · Alain Bernard · Jeremy Stravius                                  | 3:09.93  | USA · Nathan Adrian (47.89) · Michael Phelps (47.15) · Cullen Jones (47.60) · Ryan Lochte (47.74) · Jimmy Feigen[a] · Matt Grevers · Ricky Berens · Jason Lezak | 3:10.38  | Rusland · Andrey Grechin (48.57) · Nikita Lobintsev (47.39) · Vladimir Morozov (47.85) · Danila Izotov (47.60)                                                 | 3:11.41                                          |
| 4 x 200 m fri stafet  | USA · Ryan Lochte (1.45,15) · Conor Dwyer (1.45,23) · Ricky Berens (1.45,27) · Michael Phelps (1.44,05) · Charlie Houchin[a] · Matt McLean[a] · Davis Tarwater[a]            | 6.59,70  | Frankrig · Amaury Leveaux (1.46,70) · Grégory Mallet (1.46,83) · Clement Lefert (1.46,00) · Yannick Agnel (1.43,24) · Jérémy Stravius[a]                        | 7.02,77  | Kina · Hao Yun (1.47,12) · Li Yunqi (1.46,46) · Jiang Haiqi (1.47,17) · Sun Yang (1.45,55) · Lü Zhiwu[a] · Dai Jun[a]                                          | 7.06,30                                          |
| 4x100 m medley stafet | USA · Matt Grevers (52,58) · Brendan Hansen (59,19) · Michael Phelps (50,73) · Nathan Adrian (46,85) · Nick Thoman[a] · Eric Shanteau[a] · Tyler McGill[a] · Cullen Jones[a] | 3.29,35  | Japan · Ryosuke Irie (52,92) · Kosuke Kitajima (58,64) · Takeshi Matsuda (51,20) · Takuro Fujii (48,50)                                                         | 3.31,26  | Australien · Hayden Stoeckel (53,71) · Christian Sprenger (59,05) · Matt Targett (51,60) · James Magnussen (47,22) · Brenton Rickard[a] · Tommaso D'Orsogna[a] | 3.31,58                                          |
| 10 kilometer          | |          | |          | |                                                  |

### Kvinder
| Øvelse:               | Guld: | Guld:      | Sølv: | Sølv:   | Bronze: | Bronze: |
| 50 m fri              | Ranomi Kromowidjojo (NED) | 24.05      | Aliaksandra Herasimenia (BLR) | 24.28   | Marleen Veldhuis (NED) | 24.39   |
| 100 m fri             | Ranomi Kromowidjojo (NED) | 53.00      | Aliaksandra Herasimenia (BLR) | 53.38   | Tang Yi (CHN) | 53.44   |
| 200 m fri             | Allison Schmitt (USA) | 1:53.61    | Camille Muffat (FRA) | 1:55.58 | Bronte Barratt (AUS) | 1:55.81 |
| 400 m fri             | Camille Muffat (FRA) | 4:01.45    | Allison Schmitt (USA) | 4:01.77 | Rebecca Adlington (UK) | 4:03.01 |
| 800 m fri             | Katie Ledecky (USA) | 8:14.63    | Mireia Belmonte García (ESP) | 8:18.76 | Rebecca Adlington (GBR) | 8:20.32 |
| 100 m ryg             | Missy Franklin (USA) | 58,33      | Emily Seebohm (AUS) | 58,68   | Aya Terakawa (JPN) | 58,83   |
| 200 m ryg             | Missy Franklin (USA) | 2:04.06    | Anastasia Zueva (RUS) | 2:05.92 | Elizabeth Beisel (USA) | 2:06.55 |
| 100 m bryst           | Rūta Meilutytė (LTU) | 1.05,47    | Rebecca Soni (USA) | 1.05,55 | Satomi Suzuki (JPN) | 1.06,46 |
| 200 m bryst           | Rebecca Soni (USA) | 2:19.59    | Satomi Suzuki (JPN) | 2:20.72 | Yuliya Yefimova (RUS) | 2:20.92 |
| 100 m butterfly       | Dana Vollmer (USA) | 55,98      | Lu Ying (CHN) | 56,87   | Alicia Coutts (AUS) | 56,94   |
| 200 m butterfly       | Jiao Liuyang (CHN) | 2:04.06    | Mireia Belmonte García (ESP) | 2:05.25 | Natsumi Hoshi (JPN) | 2:05.48 |
| 200 m medley          | Ye Shiwen (CHN) | 2:07.57    | Alicia Coutts (AUS) | 2:08.15 | Caitlin Leverenz (USA) | 2:08.95 |
| 400 m medley          | Ye Shiwen (CHN) | 4.28,43    | Elizabeth Beisel (USA) | 4.31,27 | Li Xuanxu (CHN) | 4.32,91 |
| 4x100 m fri stafet    | Australien Alicia Coutts (53,90) Cate Campbell (53,19) Brittany Elmslie (53,41) Melanie Schlanger (52,65) (AUS)                                                                      | 3.33,15    | Holland Inge Dekker (54,67) Marleen Veldhuis (53,80) Femke Heemskerk (53,39) Ranomi Kromowidjojo (51,93) (NED)                                                                   | 3.33,79 | USA Missy Franklin (53,52) Jessica Hardy (53,53) Lia Neal (53,65) Allison Schmitt (53,54) (USA)                                                          | 3.34,24 |
| 4x200 m fri stafet    | (USA) Missy Franklin (1:55.96) Dana Vollmer (1:56.02) Shannon Vreeland (1:56.85) Allison Schmitt (1:54.09) Lauren Perdue[b] Alyssa Anderson[b]                                       | 7:42.92    | (AUS) Bronte Barratt (1:55.76) Melanie Schlanger (1:55.62) Kylie Palmer (1:56.91) Alicia Coutts (1:56.12) Brittany Elmslie[a] Angie Bainbridge[a] Jade Neilsen[a] Blair Evans[a] | 7:44.41 | (FRA) Camille Muffat (1:55.51) Charlotte Bonnet (1:57.78) Ophélie-Cyrielle Étienne (1:58.05) Coralie Balmy (1:56.15) Margaux Farrell[a] Mylène Lazare[a] | 7:47.49 |
| 4x100 m medley stafet | USA · Missy Franklin (58,50) · Rebecca Soni (1.04,82) · Dana Vollmer (55,48) · Allison Schmitt (53,25) · Rachel Bootsma[b] · Breeja Larson[b] · Claire Donahue[b] · Jessica Hardy[b] | 3.52,05 VR | Australien · Emily Seebohm (59,01) · Leisel Jones (1.06,06) · Alicia Coutts (56,41) · Melanie Schlanger (52,54) · Brittany Elmslie[b]                                            | 3.54,02 | Japan · Aya Terakawa (58,99) · Satomi Suzuki (1.05,96) · Yuka Kato (57,36) · Haruka Ueda (53,42)                                                         | 3.55,73 |
| 10 kilometer          | |            | |         | |         |

^ Svømmmere som kun deltog i de indledende heats, men modtog en medalje.